# Florica (okręg Teleorman)
Florica – wieś w Rumunii, w okręgu Teleorman, w gminie Dracea. W 2011 roku liczyła 253 mieszkańców.